# Talisia pachycarpa
Talisia pachycarpa är en kinesträdsväxtart som beskrevs av Ludwig Radlkofer. Talisia pachycarpa ingår i släktet Talisia och familjen kinesträdsväxter. Inga underarter finns listade i Catalogue of Life.